# Acker-Schwarzkümmel
Der Acker-Schwarzkümmel (Nigella arvensis) ist eine Pflanzenart aus der Gattung Schwarzkümmel (Nigella) innerhalb der Familie der Hahnenfußgewächse (Ranunculaceae). Sie ist im Mittelmeerraum beheimatet, ist in Eurasien weitverbreitet und zählt in Mitteleuropa als Ackerrand- sowie Ruderalpflanze.

## Beschreibung

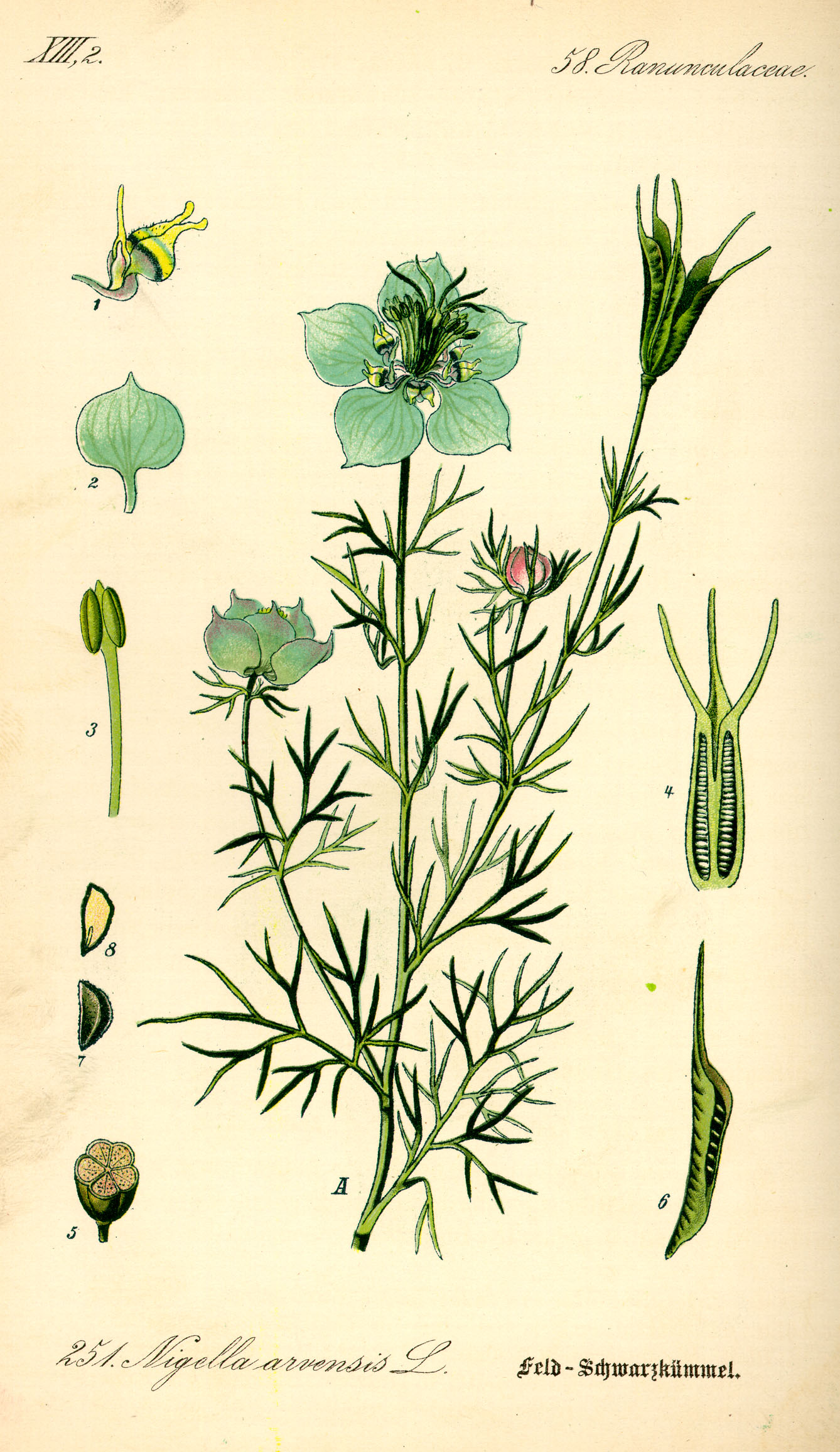
Illustration

### Erscheinungsbild und Blatt
Es ist eine einjährige krautige Pflanze (siehe Ephemere).
Der Acker-Schwarzkümmel bildet einen aufrechten, bis etwa 10 bis 30 Zentimeter hohen und verzweigten Stängel aus. Die Laubblätter sind fiederteilig, mit weniger als 1 mm breiten, zugespitzten Zipfeln.

### Blüten

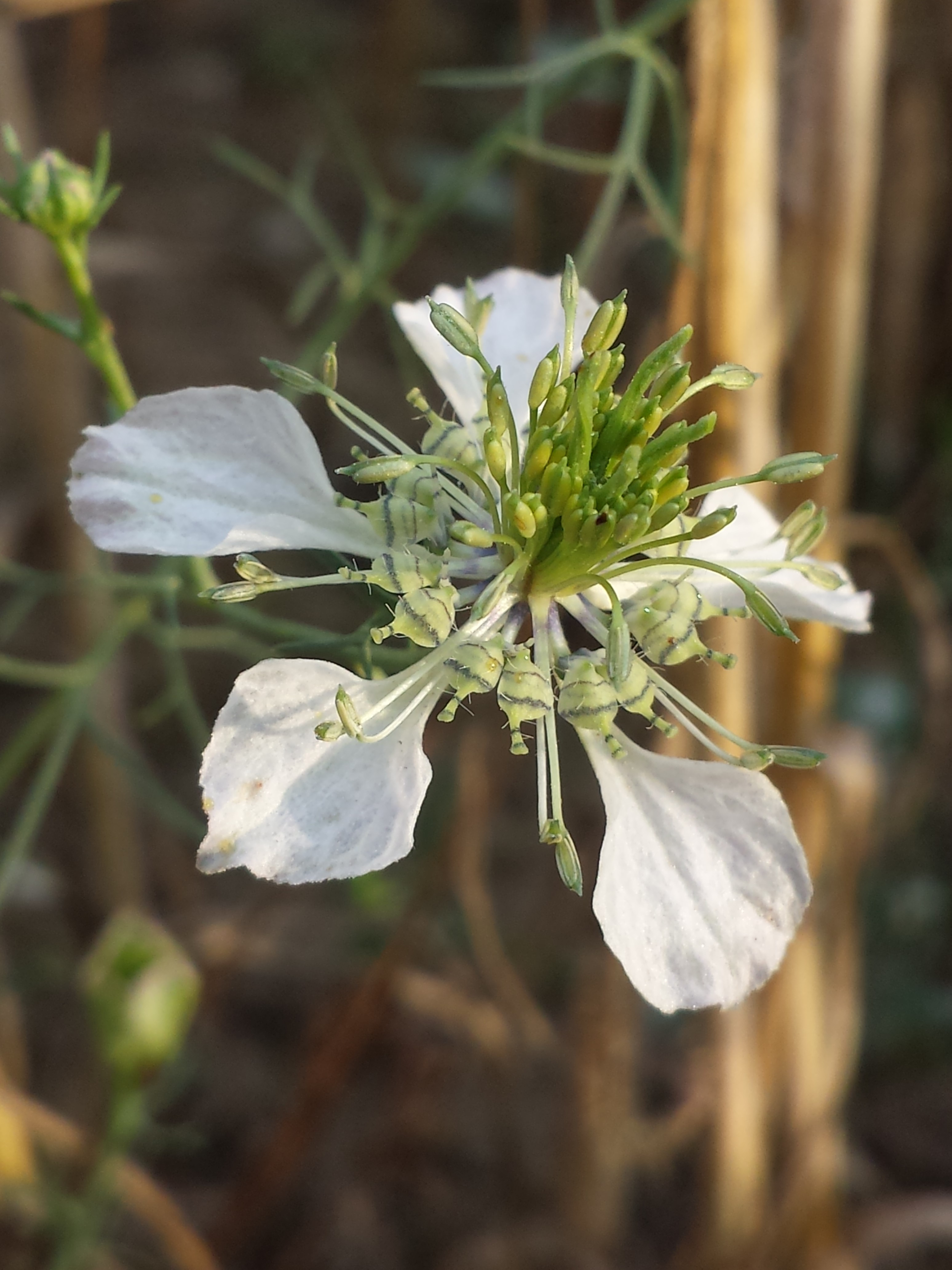
Blüte im Detail

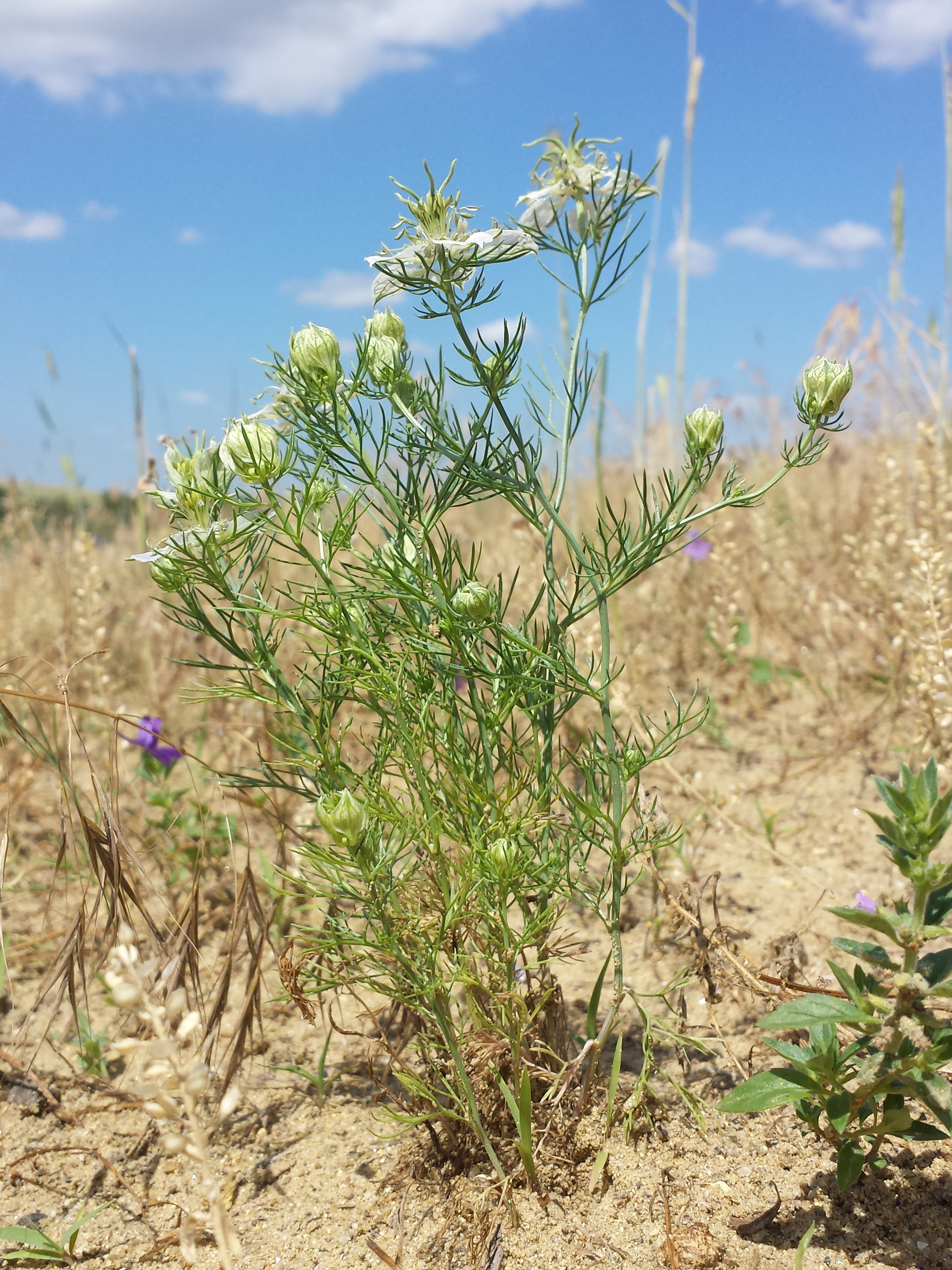
Acker-Schwarzkümmel (Nigella arvensis), Habitus

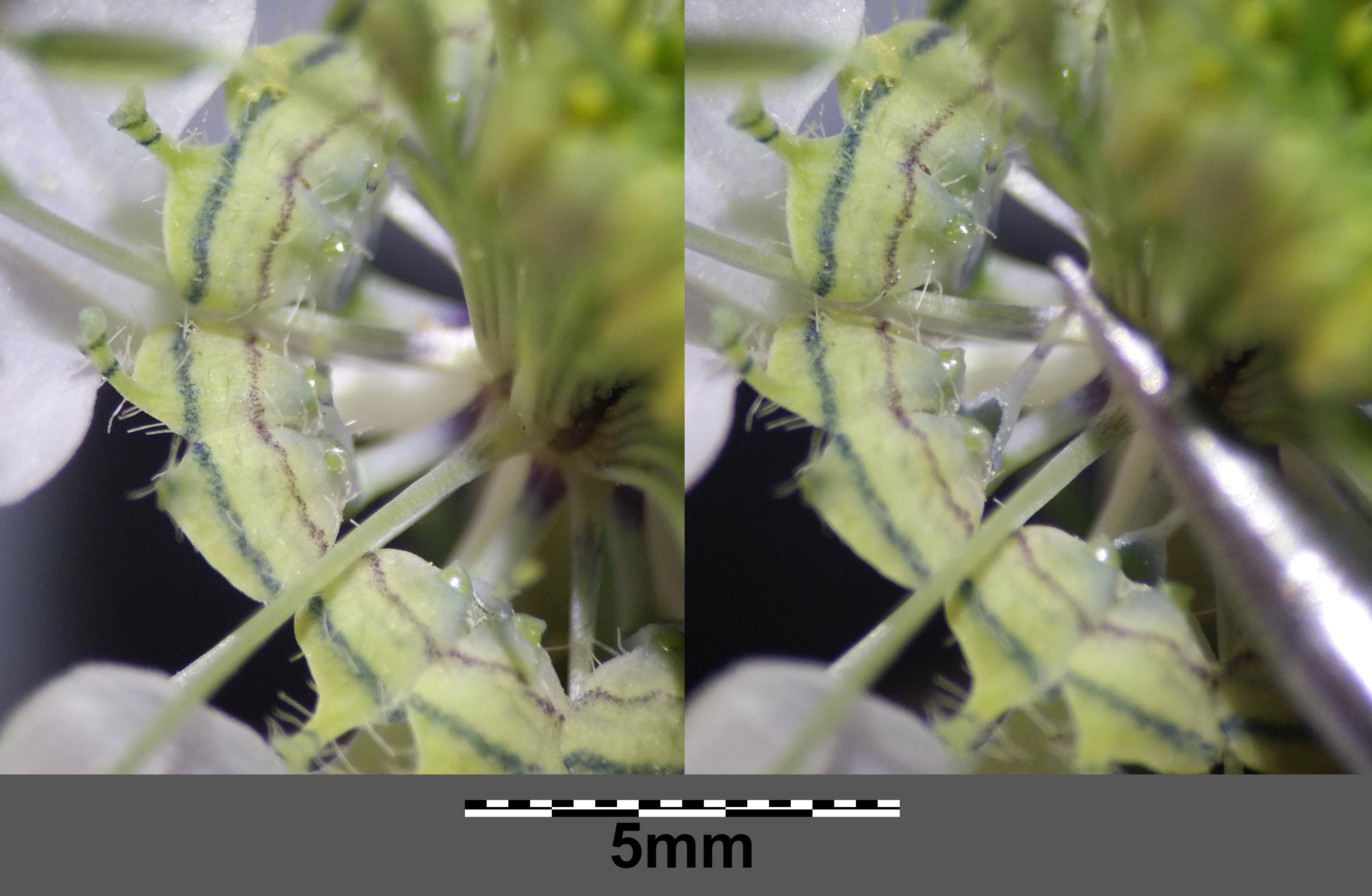
Nektarblätter, rechts Öffnungsmechanismus zum Nektarium betätigt.

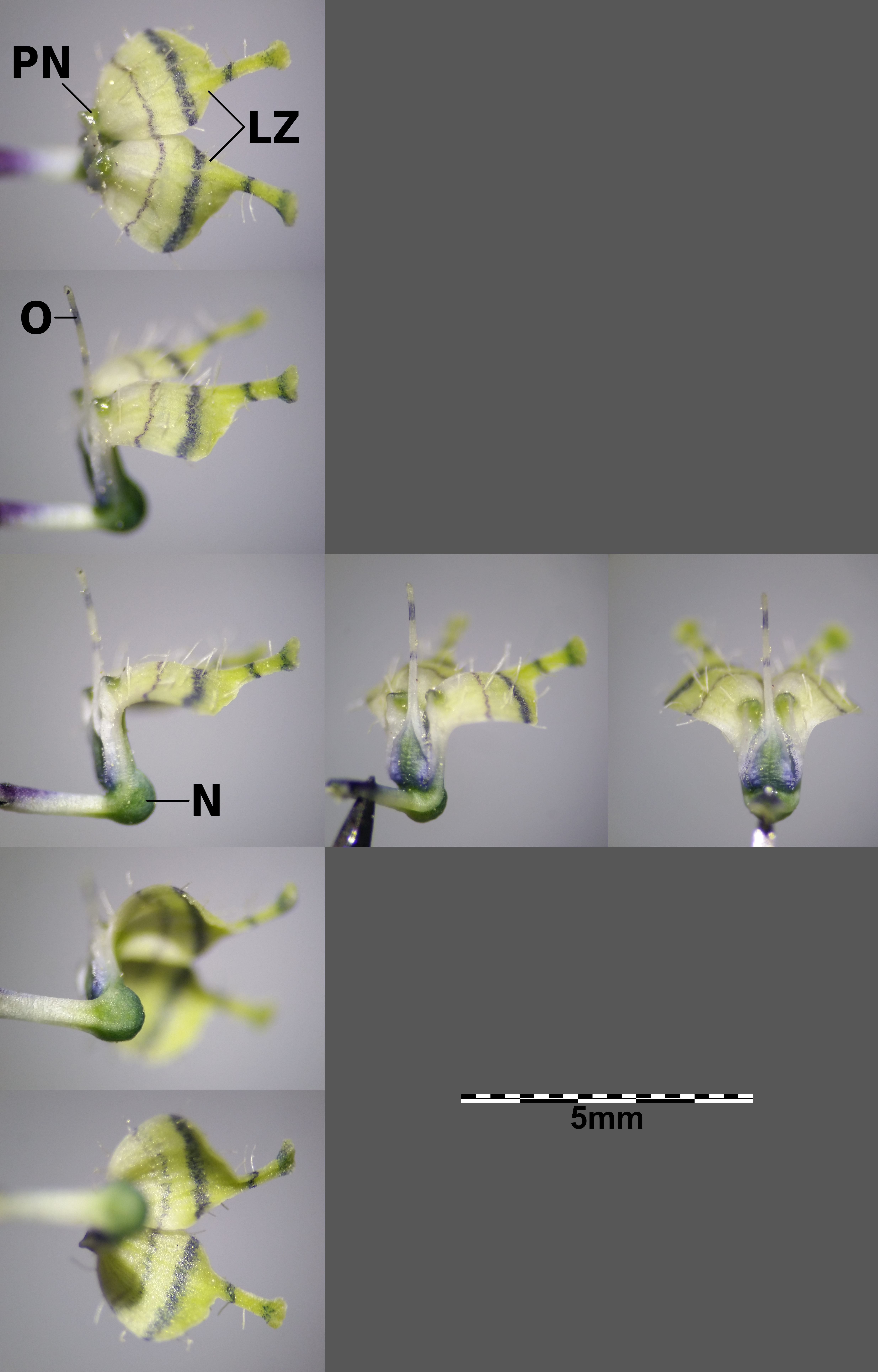
Nektarblatt mit Pseudo-Nektarien (PN) zum Anlocken und Heranführen der Bestäuber, Landezone (LZ) für die Bestäuber, Öffnungsmechanismus (O) und Nektarium (N).

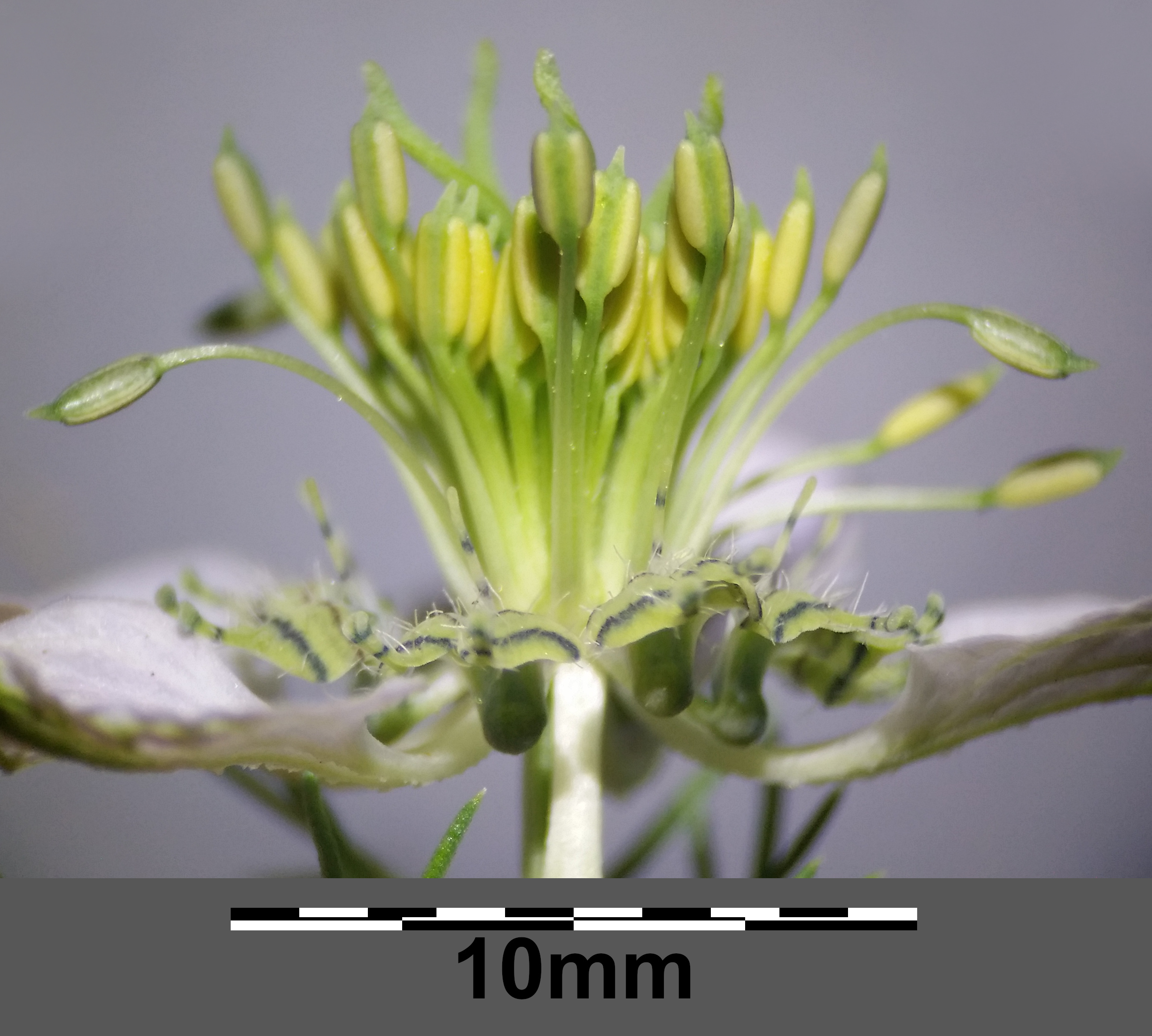
Blüte mit sich nach außen krümmenden Staubblättern, die den Pollen auf die Bestäubern applizieren.

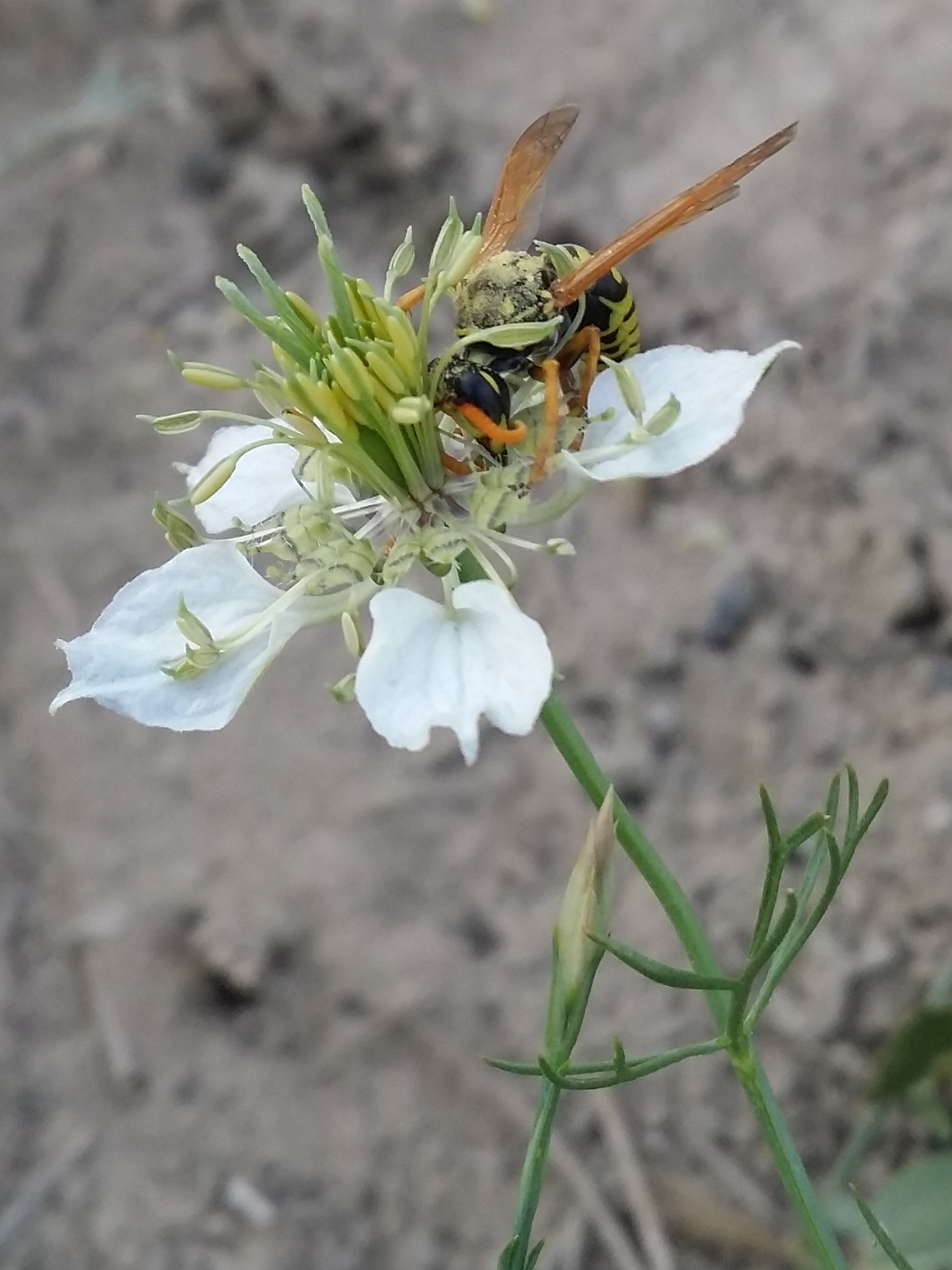
"Männliche" Blühphase mit nektartrinkendem Bestäuber.

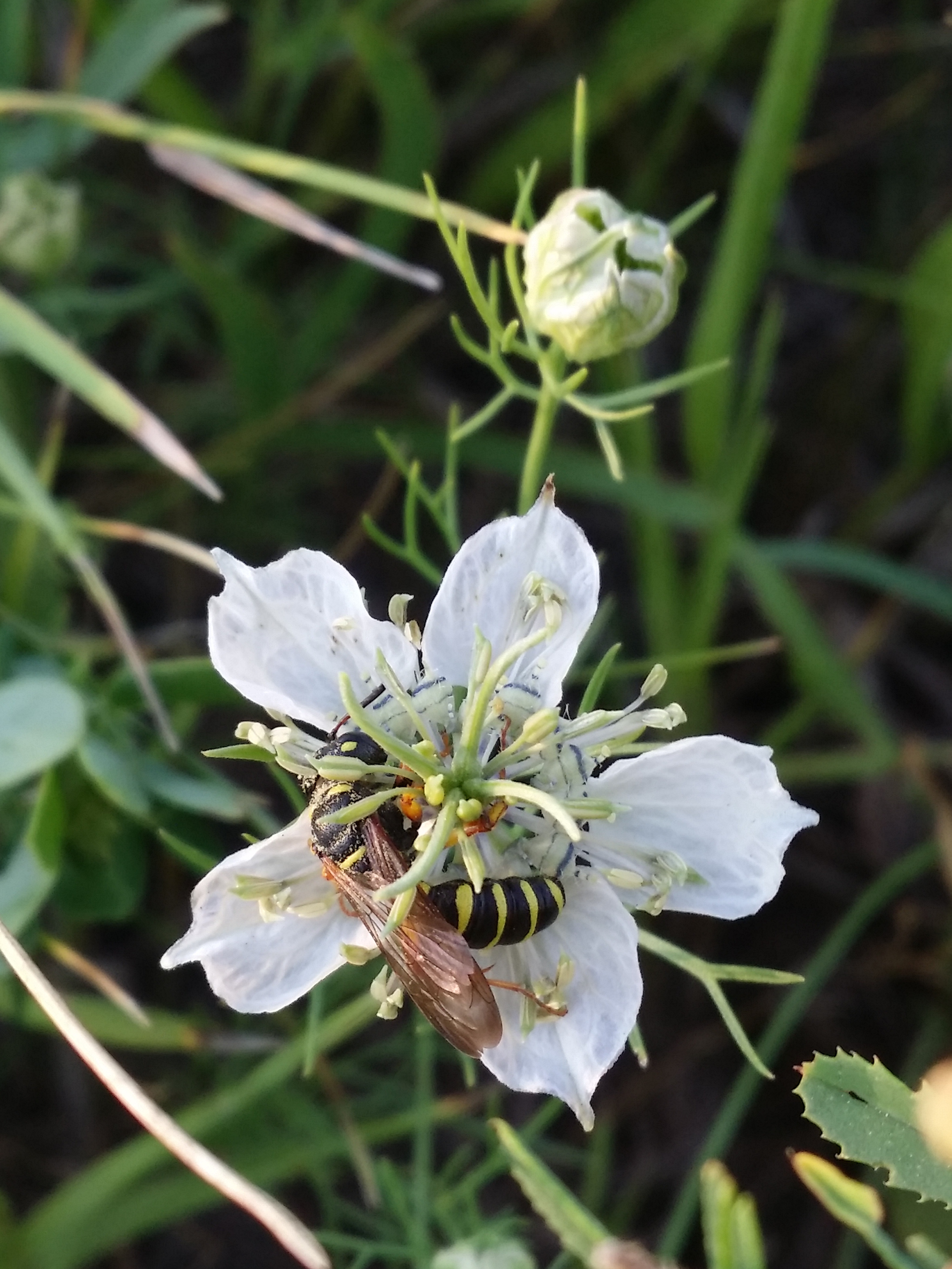
"Männliche" Blühphase mit Bestäuber der gerade mit Pollen bepackt wird.

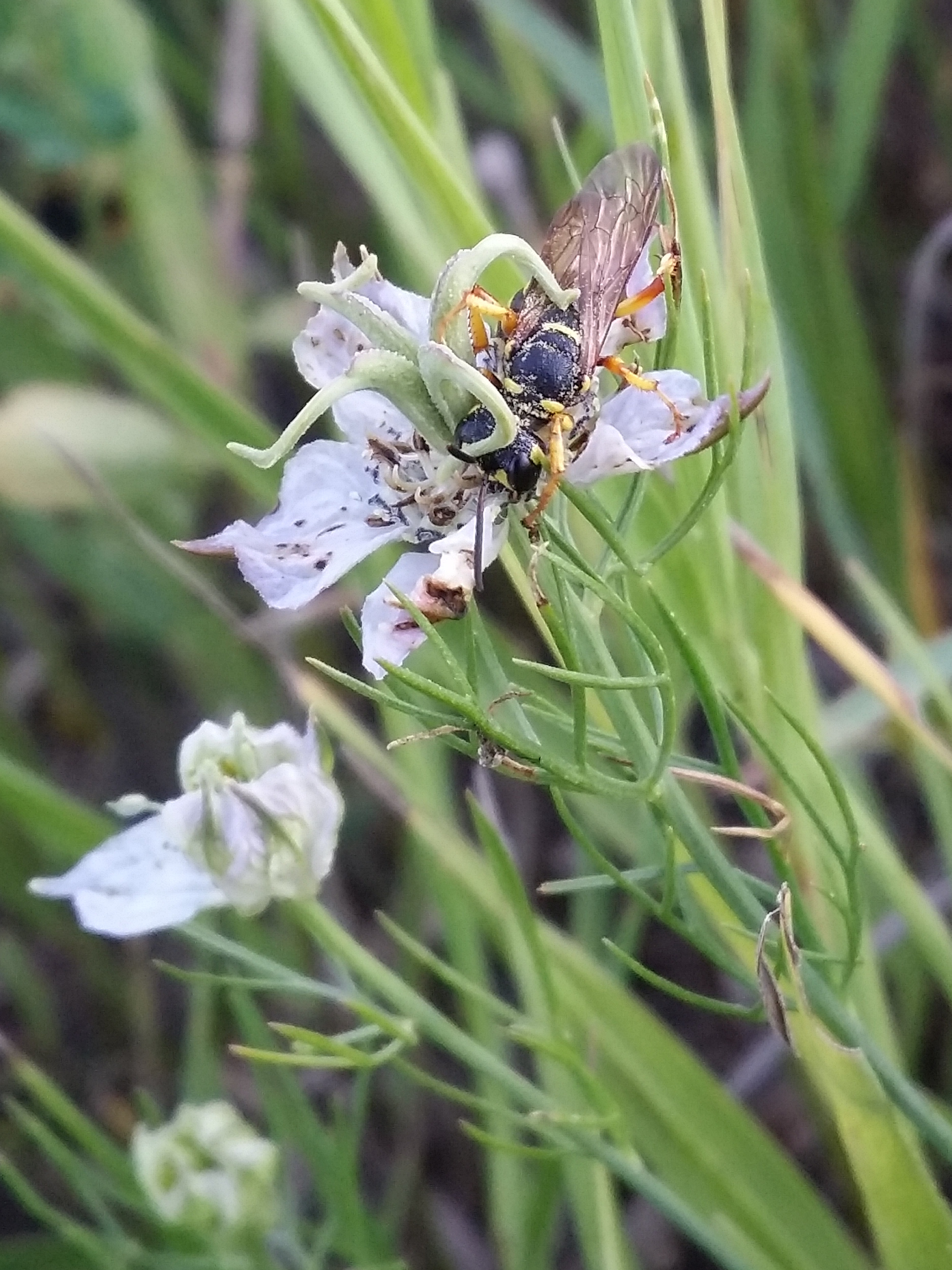
"Weibliche" Blühphase mit Bestäuber der Pollen auf die Narben verteilt.

Die Blüten stehen sich einzeln am Ende des Stängels. Die zwittrigen Blüten sind bei einem Durchmesser von 2 bis 3 Zentimetern radiärsymmetrisch. Die fünf (bis selten acht) kronblattartigen, hellblauen Kelchblätter sind spatelig mit einer Länge von 10 bis 15 Millimetern und besitzen deutliche, grüne Adern. Die fünf Kronblätter sind zu komplizierten Nektarblättern gestaltet: sie sind kürzer als die Kelchblätter und in einen Stiel und eine zweihörnige „Platte“ geteilt, im „Knie“ dazwischen liegt eine Höhlung, in der die Nektarproduktion erfolgt, und die durch einen flexibel gelagerten Deckel verschlossen ist. Bedeckt sind die Honigblätter mit komplizierten Saftmalen.

### Frucht und Samen

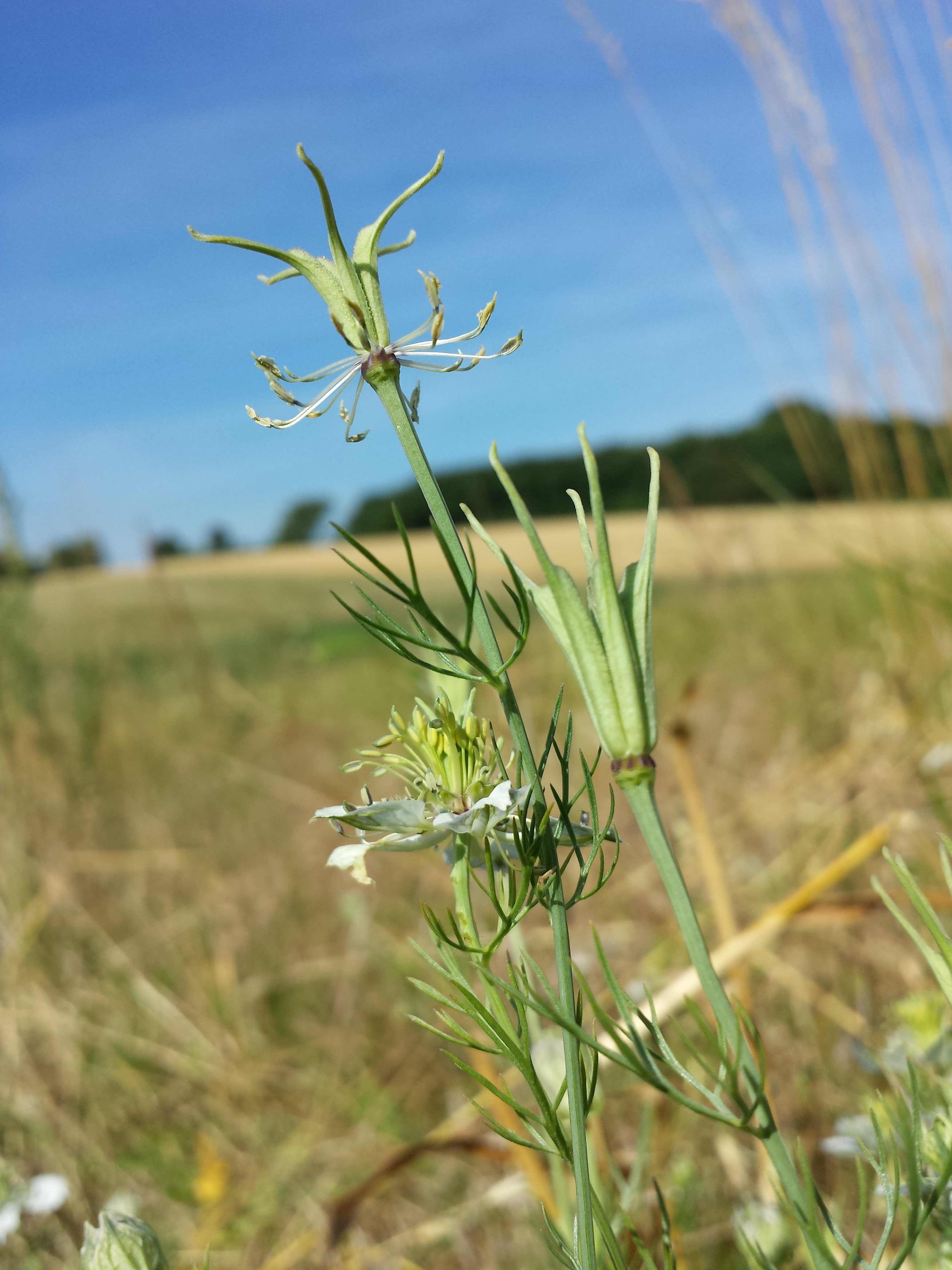
Früchte

Es wird eine etwa 3 Zentimeter lange kapselartige Frucht aus Balgfrüchten gebildet. Mit zunehmender Reife trocknen die Fruchtwände immer mehr aus, bis sie pergamentartig sind. Voll ausgereifte Früchte sind hell bräunlich und öffnen sich im Spätsommer infolge der Austrocknung an ihrer Spitze mit meist fünf Spalten, die jeweils etwa 7 Millimeter lang sind. Die Samen sind dunkelbraun, querrunzelig und durch eine Vielzahl von Papillen rau.
Die Chromosomenzahl beträgt 2n = 12.

### Inhaltsstoffe
Die Samen enthalten das Alkaloid Magnoflorin (Aporchinalkaloid), das auch in anderen Hahnenfußgewächsen wie Akelei und Sumpfdotterblume vorkommt. Zu Vergiftungen durch die Pflanze ist nichts bekannt.

## Ökologie
Der Acker-Schwarzkümmel wurzelt bis 65 Zentimeter tief.
Die Blüten des Acker-Schwarzkümmels sind ausgeprägt proterandrisch: In der "männlichen" Blühphase reift jeden Tag einer der Staubblattkreise und biegt sich nach außen, um blütenbesuchende Insekten auf dem Rücken mit Pollen einzustäuben. Dies setzt sich solange fort bis sämtliche Staubblätter ausgereift und entleert sind. Die innerhalb davon liegenden drei bis fünf Fruchtblätter sind miteinander verwachsen, ihre Griffel liegen frei. In der "weiblichen" Phase der Blüte (wenn also sämtliche Staubblätter leer sind) krümmen sich nun auch die Griffel nach außen und nach unten, um die Bestäuber zu erreichen und den aus "männlichen" Blüten mitgebrachten Pollen von ihnen abzustreifen.
Zur Ausbreitung der Samen nutzt die Pflanze die Bewegung durch Wind oder vorbeistreifende Tiere (Wind- und Tierstreuer), der Ausbreitungsmechanismus wird zusammenfassend als Semachorie bezeichnet. Verschiedene Gestaltmerkmale unterstützen diese Ausbreitungsmechanismen. So sind die Blütenstängel zum Zeitpunkt der Kapselreife etwas länger als während der Blütezeit und sehr elastisch. Die blasig aufgetriebene und leichte Kapsel dient als Windfang, so dass die gesamte Pflanze auch schon von schwachem Wind hin und her bewegt wird. Die Kapsel selber hat an ihrer Spitze abgeknickte, verlängerte und hakige Griffel, die sich leicht im Fell eines vorbeistreifenden Tieres so verhaken, dass die Pflanze mitgezogen und beim Lösen zurückschnellt. Durch die Bewegung sowohl durch Wind wie durch Tiere werden die Samen aus den schmalen Spalten herausgeschleudert.
Die Samen keimen im Dunkeln. Mit steigenden Frühjahrstemperaturen nimmt die Keimungsrate zu. Acker-Schwarzkümmel lässt sich einfach aus Samen vermehren.

## Vorkommen und Gefährdung
Der Acker-Schwarzkümmel ist ursprünglich auf dem Balkan verbreitet. Er wurde vermutlich während der Jungsteinzeit nach Mitteleuropa eingeschleppt. Älteste archäologische Nachweise stammen etwa aus dem latènezeitlichen Heiligtum von Roseldorf in Niederösterreich und dem römerzeitlichen Biesheim-Kunheim im Elsass. Schriftliche Belege des Acker-Schwarzkümmels sind nur sehr schwer zu finden, da er sehr lange nicht vom Echten Schwarzkümmel (Nigella sativa) unterschieden wurde. Gesichert ist die Erwähnung erst ab den Kräuterbüchern der Renaissance, etwa im "New Kreüterbuch" des Leonhart Fuchs von 1543.
Der Acker-Schwarzkümmel ist ein mediterranes Florenelement. Seine Verbreitung reicht östlich bis Kleinasien und den Iran, nördlich bis Nordfrankreich, Norddeutschland und Polen. Im Westen kam er früher bis zum Atlantik bei Bordeaux, heute nur noch bis zur Loire bei Nantes, vor. Im Süden reicht das Verbreitungsgebiet bis zu den Pyrenäen, dem Rhonetal, Sardinien und Sizilien, am Adriatischen Meer von Slowenien bis Griechenland. Allerdings ist das Vorkommen in Osteuropa stärker, hier wächst der Acker-Schwarzkümmel sogar in zusammenhängenden Gebieten von Polen bis Bulgarien, Belarus, Rumänien, Moldawien und der Ukraine.
Er besiedelt in Mitteleuropa Getreideäcker oder Brachen, er kommt aber auch gelegentlich an Wegrändern vor. In Österreich tritt die Art selten im pannonischen Gebiet der Bundesländer Wien, Niederösterreich und Burgenland sowie unbeständig in Tirol und Vorarlberg in der collinen Höhenstufe auf nährstoffreichen, warmen, lehmig-steinigen Äckern, Brachen und Erdanrissen auf.
Der Acker-Schwarzkümmel gedeiht am besten auf kalkreichen, skelettreichen, steinigen, doch nährstoffreichen, sommerwarmen Lehmböden oder auch sandigen Böden. Als Therophyt ist er tolerant gegenüber vorübergehenden Trockenperioden. Der Acker-Schwarzkümmel ist sehr konkurrenzschwach. Er ist eine Charakterart des Verbands Caucalidion lappulae, kommt aber auch in Gesellschaften der Verbands Convolvulo-Agropyrion vor.

### Gefährdung
Durch intensive landwirtschaftliche Nutzung, verkürzte Brachezeiten und starken Herbizideinsatz, insbesondere im Getreideanbau, ist der Acker-Schwarzkümmel stark zurückgegangen. Die chemische Unkrautbekämpfung hat ihn an den meisten Standorten nach dem Zweiten Weltkrieg verschwinden lassen, so dass er nur noch am Mittelrhein, im Rhein-Main-Gebiet und an der unteren Naab, im Schweizer Jura, am Alpensüdfuß und in Niederösterreich zu finden ist.
Neuerdings wird Acker-Schwarzkümmelsaat als Beimischung zu gezielt gesäten Buntbrachen und Ackerschonstreifen, die eine vielfältige Ackerbegleitflora fördern, landschaftspflegerisch für ökologische Ausgleichsflächen eingesetzt.
In West- und Mitteleuropa gilt der Acker-Schwarzkümmel als gefährdet, nicht aber in Norditalien und Südosteuropa. In der Schweiz steht er auf der Roten Liste gefährdeter Arten.
Im Bundesland Wien steht Nigella arvensis auf der Liste der streng geschützten Pflanzen.

## Systematik
Nigella arvensis wurde 1753 von Carl von Linné in Species Plantarum erstveröffentlicht. Die Gattungsbezeichnung Nigella (Lat. nigellus = schwarz) verweist auf die schwarz gefärbten Samen. Das Artepitheton arvensis bedeutet „vom Acker stammend“.
Der Acker-Schwarzkümmel umfasst in Europa und im Mittelmeerraum neun Unterarten:
- Nigella arvensis subsp. aristata (Sm.) Nyman, Heimat: Griechenland, europäische Türkei.[13]
- Nigella arvensis L. subsp. arvensis, Heimat: Europa, Nordafrika, Asien.
- Nigella arvensis subsp. brevifolia Strid, Heimat: Kreta, Rhodos.
- Nigella arvensis subsp. glauca (Boiss.) Terracc., Heimat: Europäische und asiatische Türkei, östägäische Inseln, Türkei und Ukraine.[13]
- Nigella arvensis subsp. glaucescens (Guss.) Greuter & Burdet, Heimat: Italien, Sizilien, Sardinien, Marokko, Algerien, Tunesien.[12][13]
- Nigella arvensis subsp. latilabris (Zohary) Greuter & Burdet: Sie kommt in Israel vor.[13]
- Nigella arvensis subsp. negevensis (Zohary) Greuter & Burdet: Sie kommt im Gebiet von Israel und Jordanien vor.[13]
- Nigella arvensis subsp. palaestina (Zohary) Greuter & Burdet: Sie kommt in der Türkei, in Gebiet von Israel und Jordanien und im Gebiet von Syrien und Libanon vor.[13]
- Nigella arvensis subsp. taubertii (Brand) Maire: Sie kommt in Tunesien, Libyen, Ägypten und auf der Krim vor.[13]

Nach der neuesten Monographie von Nigella werden keine Unterarten und nur noch insgesamt drei Varietäten anerkannt (Dönmez et al. 2021):
- Nigella arvensis var. arvensis (Syn.: Nigella degenii Vierh., Nigella doerfleri Vierh., Nigella carpatha Strid, Nigella arvensis var. negevensis Zohary, Nigella arvensis var. multicaulis Zohary, Nigella deserti Boiss., Nigella taubertii Brand, Nigella glauca Schkuhr ex Wender., Nigella arvensis var. glauca (Schkuhr) Boiss., Nigella arvensis var. anatolica Zohary, Nigella assyriaca var. longicornis Zohary, Nigella arvensis var. glaucescens Guss., Nigella catanae Tenore, Nigella arvensis var. palaestina Zohary, Nigella deserti var. latilabris Zohary, Nigella cretensis Steven, Nigella arvensis subsp. brevifolia Strid)
- Nigella arvensis var. aristata (Sibthorp & Smith) Dönmez & Uğurlu (Syn.: Nigella aristata Sm., Nigella aristata subsp. rechingeri Tutin, Nigella degenii Vierh. subsp. jenny Strid): Sie kommt auf der Balkanhalbinsel und in der Türkei vor.
- Nigella arvensis var. simplicifolia Zohary (Syn.: Nigella arvensis var. oblanceolata P.H.Davis): Sie kommt in der Türkei und im Irak in Höhenlagen von 100 bis 1300 Metern Meereshöhe vor.